# باربرا ميلتون
باربرا ميلتون (بالإنجليزية: Barbara Milton)‏ هي ممثلة أمريكية، ولدت في 8 يوليو 1898، وتوفيت في 20 يوليو 1971.

## وصلات خارجية
- باربرا ميلتون على موقع قاعدة بيانات برودواي على الإنترنت (الإنجليزية)